# Hello! Project 2010 WINTER 歌超風月 〜シャッフルデート〜
『Hello! Project 2010 WINTER 歌超風月 〜シャッフルデート〜』は、2010年1月に開催されたハロー!プロジェクトシャッフルユニットによるコンサートツアー。

## 概要
- DVDとBlu-rayで発売。『Hello! Project 2010 WINTER 歌超風月 〜モベキマス!〜』とともにHello! Project初のBlu-ray Disc作品である。

## 出演者
- High-King、続・美勇伝、あぁ!、ZYX-α、新ミニモニ。、プッチモニV、タンポポ#、Buono!、ガーディアンズ4、ハロプロエッグ選抜
- MC まこと

## 日程
1月5日 - 8日は夜公演のみ、他は1日2公演。
- 2010年1月5日 - 8日：中野サンプラザ
- 1月17日：大阪厚生年金会館
- 1月24日：中京大学文化市民会館

## DVD・Blu-ray
『Hello! Project 2010 WINTER 歌超風月 〜シャッフルデート〜』（2010年3月31日、ハチャマ、DVD）、（2010年8月4日、ハチャマ、Blu-ray）
2010年1月8日に中野サンプラザにて行われた模様を収録。
1. OPENING
2. 浮気なハニーパイ （全員）
3. VTR映像（メンバー紹介）
4. MC
5. ペン ペン 兄弟 （新ミニモニ。）
6. ミニ。ストロベリ〜パイ （新ミニモニ。）
7. Going On! （ガーディアンズ4）
8. MC
9. FIRST KISS （あぁ!）
10. 夢と現実 （あぁ!）
11. ピラッ!乙女の願い （プッチモニV）
12. ちょこっとLOVE （プッチモニV）
13. MC
14. 王子様と雪の夜 （タンポポ#）
15. アンブレラ （タンポポ#）
16. Bravo☆Bravo （Buono!）
17. 恋愛♥ライダー （Buono!）
18. BE ALL RIGHT! （新垣里沙・ジュンジュン・リンリン・徳永千奈美・岡井千聖・萩原舞・和田彩花・前田憂佳・福田花音・小川紗季・佐保明梨）
19. MC
20. 好きすぎて バカみたい （道重さゆみ・田中れいな・須藤茉麻、矢島舞美）
21. LOVE LIKE CRAZY （高橋愛・亀井絵里・清水佐紀）
22. 白いTOKYO （ZYX-α）
23. 行くZYX! FLY HIGH（ZYX-α）
24. MC
25. ONLY YOU （続・美勇伝）
26. 恋する♡エンジェル♡ハート （続・美勇伝）
27. DESTINY LOVE （High-King）
28. DIAMONDS ＜ダイアモンド＞ （High-King）
29. C\C (シンデレラ\コンプレックス)（High-King）
30. MC
31. 恋愛レボリューション21